# Бупел
Бу́пел — село в Хомутовском районе Курской области на реке Сейм, близ села Капыстичи. Самая южная точка Хомутовского района.

## Происхождение названия
Слово «Бупел» не имеет корня в русском и вообще в славянском. П. И. Якобий сближает его с именем мифологического зырянского бога Войпел.

## История
Троицкая церковь села Бупел известна с 20-х годов XVII века. В 1733 году она сгорела, в 1735 году была возведена заново. Новое церковное здание было выстроено в 1883 году.

## Достопримечательности
- По дороге в село Капыстичи — курган железного века (III — II тысячелетие до н. э.)

## Известные уроженцы
- Сапунов, Николай Андреевич — Герой Советского Союза.